# Capçalera de la Noguera Ribagorçana
La capçalera de la Noguera Ribagorçana és un espai natural protegit format per un conjunt de valls tancades i estretes situades al vessant meridional pirinenc (Barravés, Molières i Conangles) a l'inici de la Noguera Ribagorçana. Està situada a cavall dels termes municipals de Vilaller, a la comarca de l'Alta Ribagorça, i de Vielha e Mijaran, a la Vall d'Aran. Presenta un paisatge de caràcter netament atlàntic, molt més proper al del vessant nord que no pas al vessant sud, on és situat. Es pot considerar d'extraordinària i de gran interès biogeogràfic la situació d'un conjunt de comunitats i d'espècies plenament atlàntiques al vessant meridional de la serralada pirinenca (conca hidrogràfica de la Noguera Ribagorçana). Són de gran interès les comunitats vegetals i les espècies plenament atlàntiques, com les torberes de bruc d'aiguamoll amb esfagnes i ciperàcies, que no es troben enlloc més de Catalunya. L'estany Redon, pel seu estat natural i per la seva extensió, és un dels pocs estanys pirinencs remarcables que conserva intactes els seus sistemes naturals.

## Medi físic
La zona presenta una notable diversitat paisatgística, des de l'estatge altimontà i de les parts baixes de les valls fins a l'estatge alpí dels nivells culminants de les altes muntanyes que encerclen l'espai. En aquest ENP, cal remarcar la presència de dos geòtops catalogats d'interès: la vall glacial de Molières i la vall glacial d'Hònt Herèda.

## Flora i fauna

### Biodiversitat
La funció principal dels espais naturals protegits de Catalunya és conservar mostres representatives de la fauna, la flora i els hàbitats propis del territori, de manera que es puguin desenvolupar els processos ecològics que donen lloc a la biodiversitat (l'àmplia varietat d'ecosistemes i éssers vius: animals, plantes, els seus hàbitats i els seus gens). L'espai es caracteritza per la presència de comunitats vegetals i espècies plenament atlàntiques, com les torberes de bruc d'aiguamoll amb esfagnes i ciperàcies, que no es troben enlloc més de Catalunya.

### Flora
A l'estatge altimontà i subalpí, hi ha presència de boscos humits de fagedes amb joliu (Scillo-Fagetum) i avetoses (Goodyero-Abietetum), així com una important i excepcional presència de comunitats de caràcter atlàntic, com les landes (Calluno-Ulicetea), molleres (Scheuzerio-Caricetea nigrae), torberes (Oxycocco-Sphagnetea) i bruc d'aiguamoll (Eriça tetralix) amb esfagnes o ciperàcies dominants. Aquestes darreres comunitats són raríssimes o no es troben enlloc més de Catalunya i, per tant, justifiquen per si mateixes la protecció de l'espai.
Cal subratllar l'interès de les plantes inferiors, la notable diversitat de líquens epífits i les molses i hepàtiques de molleres, roques i soques en descomposició amb nombroses espècies àrtiques i circumboreals, i una flora del terciari molt singular. Els sistemes limnològics dels llacs de muntanya són molt interessants. Així, per exemple, l'estany Redon és un estany de circ típic, no artificialitzat, i de característiques úniques en tot el Pirineu, amb dominància dels processos pelàgics sobre els bentònics. Espècies estrictament protegides pel PEIN són: Equisetum variegatum, Saxifraga pubescens, i Sphagnum sp. Altres espècies de flora presents són: Buxbaumia viridis, i Drepanocladus vernicosus.

### Fauna
L'interès de la fauna rau en la seva diversitat i bon estat de conservació. Entre els vertebrats, cal assenyalar l'ermini (Mustela erminia), la perdiu xerra (Perdix perdix), l'àguila daurada (Aquila chrysaetos), el talpó de tartera (Microtus nivalis), el picot negre (Dryocopus martius), l'escurçó pirinenc (Vipera aspis) i la truita (Salmo trutta). Els prats humits i mulladius d'aquest espai conserven diverses espècies de mol·luscs singulars, que en tot el Pirineu català només es troben aquí (Phenacolimax annularis).
Les espècies presents són: Callimorpha quadripunctaria, Cerambyx cerdo, Euphydryas aurinia, Galemys pyrenaicus, Graellsia isabelae, Iberolacerta bonnali (Lacerta monticola), Lucanus cervus, Lutra lutra, Miniopterus schreibersi, Rhinolophus euryale, Rhinolophus ferrumequinum, Rhinolophus hipposideros, Rosalia alpina, Ursus arctos. I les espècies d'ocells són Milvus migrans, Milvus milvus, Gypaetus barbatus, Neophron percnopterus, Gyps fulvus, Aquila chrysaetos, Hieraaetus pennatus, Falco peregrinus, Tetrao urogallus, Bubo bubo, Aegolius funereus, Dryocopus martius, Lullula arborea, Sylvia undata, Lanius collurio, Pyrrhocorax pyrrhocorax, Lagopus mutus pyrenaicus, i Perdix perdix hispaniensis.

## Vulnerabilitat
A l'estiu, es produeix una afluència de visitants concentrada en determinats indrets. Altres impactes són també l'acumulació de runes a la boca sud del túnel de Vielha. Pel que fa a la vulnerabilitat, cal assenyalar la vulnerabilitat de les comunitats vegetals de les torberes i mulleres, així com la fragilitat dels sistemes lacustres, cursos d'aigua i mulladius.

## Aspectes socioeconòmics
En aquesta zona, hi ha bàsicament activitats recreatives i lúdiques i també freqüentació d'excursionistes durant l'estiu. També hi ha activitat ramadera (ovella xisqueta). L'espai conté algunes infraestructures i edificacions, com la boca sud del túnel de Vielha, (carretera nacional N-230), un laboratori de la Universitat de Barcelona i l'Espitau de Vielha.
Conté una zona de caça controlada que ocupa el 84,51% de la superfície. El 99,81% de la superfície figura en el Catàleg de forests d'utilitat pública (CUP) o té algun tipus de conveni amb ajuntaments o particulars.
Pel que fa als usos del sòl, hi ha vegetació arbustiva i herbàcia en el 40,01%, boscos en el 37,20%, roques, tarteres, glaceres, coves en el 20,46%, aigües continentals en l'1,32% i molleres i aiguamolls en el 0,81% de la superfície de l'espai.

## Protecció
L'Espai Natural Protegit de la Capçalera de la Noguera Ribagorçana va ser incorporat al PEIN pel Decret 328/1992, pel qual es va aprovar el PEIN. Aquest espai va ser declarat per primera vegada com a Zona d'especial protecció per a les aus (ZEPA) l'any 1987 i com a LIC l'any 1997; posteriorment, va ser ampliat com a espai Natura 2000, mitjançant l'acord del govern 112/2006, de 5 de setembre, que aprova la xarxa Natura 2000 a Catalunya (DOGC 4735, de 6-10-2006). Així mateix, mitjançant el Pla especial, se'n va fer la delimitació definitiva. Aquest pla complementa el règim normatiu bàsic de protecció establert pel PEIN amb determinacions específiques per a aquest espai.